# Šemíkovice

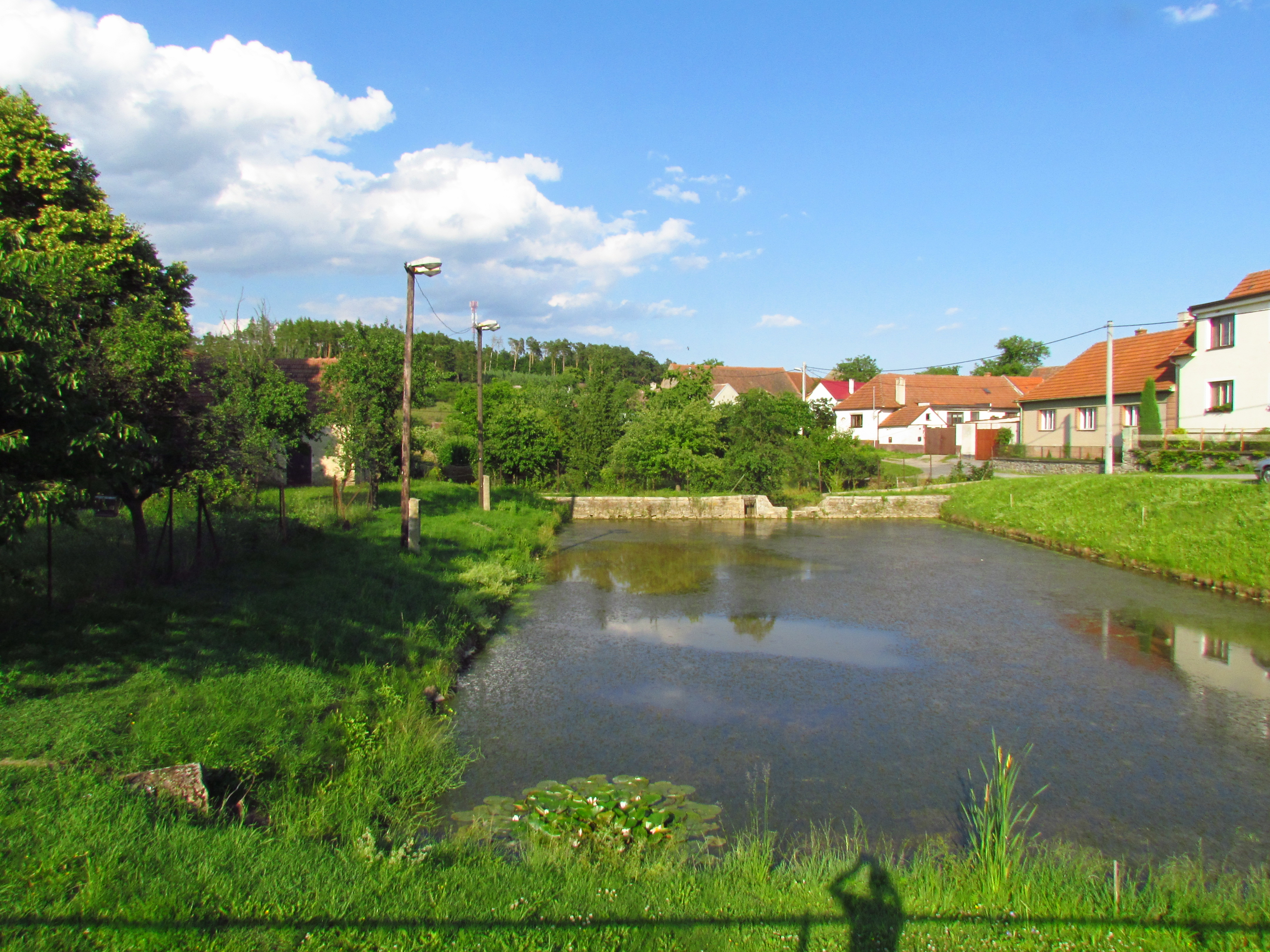
Dorfteich

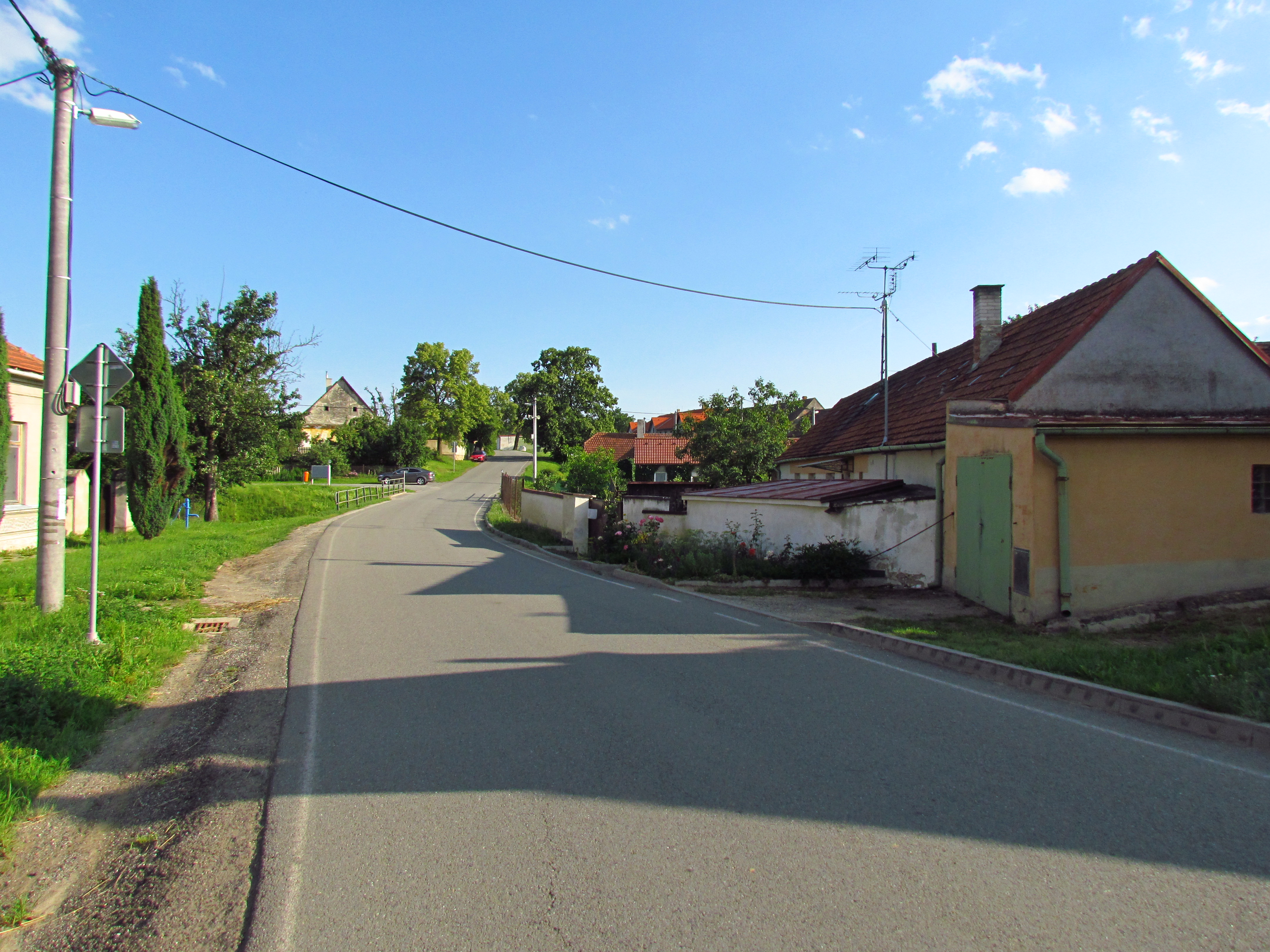
Ortszentrum

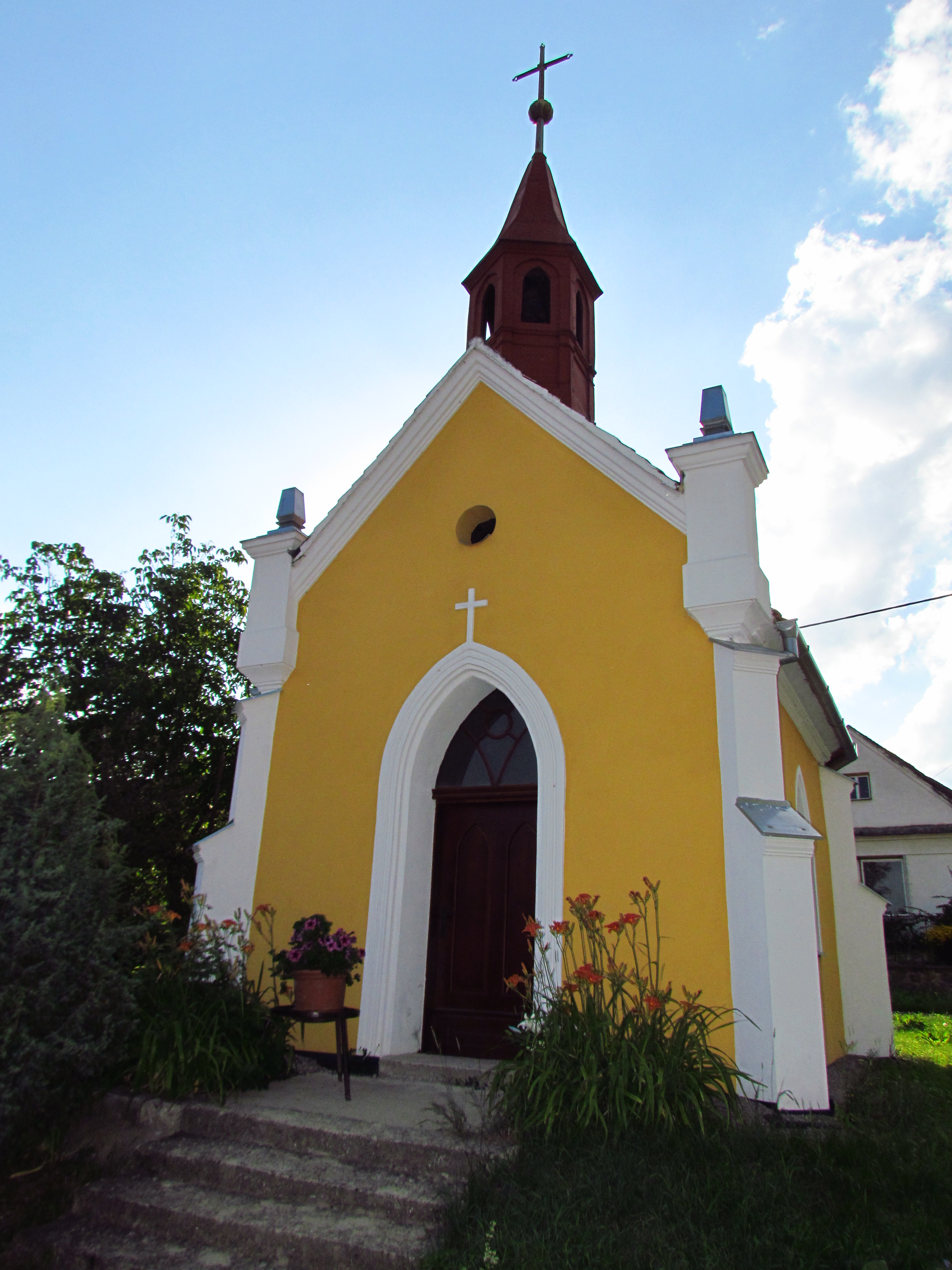
Kapelle

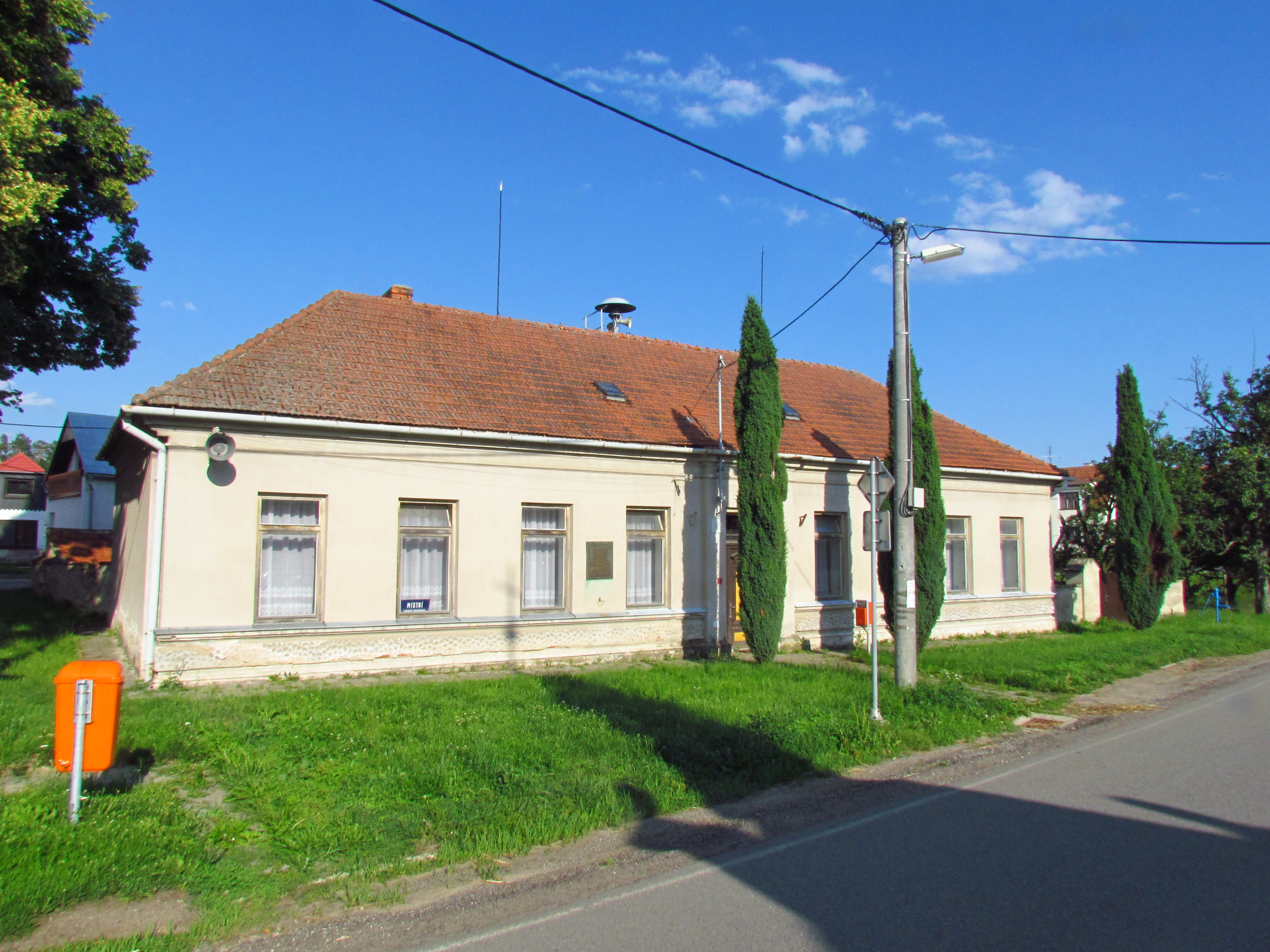
Grundschule

Šemíkovice (deutsch Schamikowitz) ist ein Ortsteil der Gemeinde Rouchovany in Tschechien. Er liegt acht Kilometer südöstlich von Hrotovice und gehört zum Okres Třebíč.

## Geographie
Šemíkovice befindet sich am Rande des Naturparks Rokytná in der Jevišovická pahorkatina (Jaispitzer Hügelland). Im Ort entspringt der Bach Šemíkovický potok. Gegen Norden und Osten erstreckt sich das Tal der Rouchovanka, südlich das der Rokytná. Nordöstlich erheben sich die Doubky (Doubek, 383 m. n.m.), im Südosten der Klobouček (389 m. n.m.), südwestlich der Vinohradský kopec (413 m. n.m.) und die Cibuluška (418 m. n.m.) sowie im Nordwesten die Borůvka (406 m. n.m.). Durch den Ort führt die Staatsstraße II/399 zwischen Znojmo und Hrotovice.
Nachbarorte sind Soukupův Mlýn und Rouchovany im Norden, Texlův Mlýn, Heřmanice und Kordula im Nordosten, Šabatův Mlýn, Rešice und Zámek im Osten, Bendův Mlýn, Čermákovice und Horní Kounice im Südosten, Nový Mlýn und Tavíkovice im Süden, Vilímův Mlýn, Újezd und Františkov im Südwesten, Přešovice und Litovany im Westen sowie Boříkovský Dvůr und Bačice im Nordwesten.

## Geschichte
Erstmals urkundlich erwähnt wurde das Dorf im Jahre 1358 als Besitz des Johann von Schamikowitz. Das Gut wurde in der zweiten Hälfte des 14. Jahrhunderts zersplittert. So erwarben 1364 Stephan von Přezkač sowie Artleb von Lytowan mehrere Huben und Teile des Waldes. Einen weiteren Anteil besaß Hans von Vöttau, er verkaufte den Hof mit zwei Huben und drei Gehöften 1367 an Ingram von Jakobau. 1411 veräußerten die Brüder Johann und Milota von Schamikowitz vier Huben an Wenzel von Popowek, der im selben Jahre auch den Freihof von Paul von Schamikowitz aufkaufte. Ein weiterer Teil des Dorfes gehörte zu dieser Zeit dem Kloster Daubrawnik. Während der Hussitenkriege bemächtigte sich Wölfl von Okař des klösterlichen Besitzes. Berthold von Leipa auf Krumlow verkaufte 1430 sieben Huben in Schamikowitz an die Brüder Bohunek und Konrad von Myroslaw. 1480 besaß Bernard von Schamikowitz einen Anteil des Dorfes, das Vladikengeschlecht von Schamikowitz hielt bis zum Anfang des 16. Jahrhunderts noch Anteile. Zych von Popuwek überschrieb 1490 seine von Anna von Wegmyslic geerbten vier Huben an Wilhelm von Pernstein. Zu Beginn des 16. Jahrhunderts erwarb Johann von Weitmühl den größten Teil des Dorfes und schlug ihn seinem Gut Přeskač zu. Der Besitzer eines weiteren Anteils, Johann von Bozděkow, verwendete ab 1512 das Prädikat von Schamikowitz. Nach 1520 brachten die Herren von Pernstein das gesamte Gut an sich; im Jahre 1550 verkauften sie es mit Ausnahme von sieben Insassen, die Johann Brtnický von Waldstein gehörten, an Johann von Taikowitz. Johann von Waldstein vererbte seinen Anteil 1583 seiner Witwe Eva von Taikowitz. Damit gehörte der überwiegende Teil des Dorfes zum Gut Taikowitz. Johann von Taikowitz vererbte den Besitz seinem Schwiegersohn, Georg Christoph Teuffel von Gundersdorf. Nachfolgender Grundherr war ab 1608 Georg Hoditzky von Hoditz auf Platsch. Hoditzkys Witwe Maria Anna, geborene von Náchod, verkaufte das Gut Tajkowitz mit allem Zubehör 1629 an Andreas Freiherr von Ostešow. Die Freiherren von Ostešow hielten den Besitz bis 1679, danach folgten zahlreiche Besitzerwechsel. 1738 erwarb Georg Gottfried von Koch das Gut Tavíkovice. Der Meierhof wurde 1782 aufgelöst. 1790 wurde der Besitz des überschuldeten Hofrates Gottfried von Koch versteigert, neuer Besitzer der Herrschaft Tavíkovice wurde der k.k. General Friedrich Landgraf zu Fürstenberg. 1815 erwarb die Witwe Josepha von Fürstenberg, geborene Gräfin von Žerotin, die Herrschaft von ihren Miterben.
Im Jahre 1834 bestand das im Znaimer Kreis gelegene Dorf Schamikowitz bzw. Šamikowice aus insgesamt 56 Häusern mit 360 Einwohnern. Haupterwerbsquelle bildete die Landwirtschaft. Pfarrort war Rauchowan, der Amtsort war Taikowitz. Bis zur Mitte des 19. Jahrhunderts blieb Schamikowitz – mit Ausnahme von vier Häusern mit 31 Bewohnern, die zur Herrschaft Krummau gehörten – der Allodialherrschaft Taikowitz untertänig.
Nach der Aufhebung der Patrimonialherrschaften bildete Šamikovice / Schamikowitz ab 1849 einen Ortsteil der Marktgemeinde Rouchovany im Gerichtsbezirk Kromau. Ab 1869 gehörte das Dorf zum Bezirk Mährisch Kromau; zu dieser Zeit hatte Šamikovice 316 Einwohner und bestand aus 56 Häusern. 1894 löste sich Šamikovice von Rouchovany los und wurde eigenständig. Im Jahre 1896 wurde die Gemeinde dem Gerichtsbezirk Hrottowitz zugeordnet. Seit dem Ende des 19. Jahrhunderts wurde Šamíkovice als tschechischer Ortsname verwendet. Im Jahre 1900 lebten in Šamíkovice 291 Personen; 1910 waren es 296. Nach dem Ersten Weltkrieg zerfiel der Vielvölkerstaat Österreich-Ungarn, Šamíkovice  wurde 1918 Teil der neu gebildeten Tschechoslowakischen Republik. Beim Zensus von 1921 lebten in den 62 Häusern der Gemeinde 297 Personen, davon 293 Tschechen. 1924 wurde der tschechische Gemeindename in Šemíkovice geändert. Im Jahre 1930 bestand Šemíkovice aus 64 Häusern und hatte 281 Einwohner. Nach der deutschen Besetzung wurde die Gemeinde 1939 in den Kreis Mährisch Budwitz umgegliedert; bis 1945 gehörte Šemíkovice / Schamikowitz zum Protektorat Böhmen und Mähren. Nach dem Ende des Zweiten Weltkrieges 1945 erfolgte die Wiederherstellung der alten Bezirksstrukturen. Im Jahre 1950 hatte Šemíkovice nur noch 198 Einwohner. Im Zuge der Aufhebung des Okres Moravský Krumlov wurde Šemíkovice am 1. Juli 1960 dem Okres Třebíč zugeordnet. Am 1. Januar 1968 erfolgte die erneute Eingemeindung nach Rouchovany. Beim Zensus von 2001 lebten in den 61 Häusern des Dorfes 90 Personen.

## Ortsgliederung
Zu Šemíkovice gehören die Einschichten Bendův Mlýn, Šabatův Mlýn und Texlův Mlýn. Der Ortsteil Šemíkovice bildet einen Katastralbezirk.

## Sehenswürdigkeiten
- Kapelle auf dem Dorfplatz
- Gusseisernes Kreuz an der Straße nach Rouchovany, errichtet von den Eheleuten Kratochvíl
- Gusseisernes Kreuz am Ortsausgang nach Rouchovany, errichtet von 1912 von der Gemeinde
- Granitkreuz am Ortsausgang nach Tavíkovice, es trägt die Jahreszahlen 1848 und 1937
- Granitkreuz am südwestlichen Ortsrand, errichtet 1938 von der Familie Bojanovský
- Schule, an dem denkmalgeschützten Gebäude ist eine Gedenktafel für Vítězslav Nezval angebracht
- Gedenkstein für die Opfer beider Weltkriege, auf dem Dorfplatz
- Naturreservat Výrova skála mit dem gleichnamigen Felsen, südöstlich des Dorfes an der Rokytná
- Naturreservat Knížecí seč, südlich des Dorfes an der Rokytná

## Persönlichkeiten
- Vítězslav Nezval (1900–1958), der Dichter, Schriftsteller und Übersetzer wuchs von 1903 bis 1922 in Šemíkovice auf.